# Catasigerpes toganus
Catasigerpes toganus es una especie de mantis de la familia Hymenopodidae.

## Distribución geográfica
Se encuentra en Ghana, Guinea, Nigeria y Togo.